# Бобруйська операція
Бобруйська операція здійснювалася в часі з 24 по 29 червня 1944 року, була збройною наступальною операцією сил СРСР проти Вермахту в часі нацистсько-радянської війни. Бойові дії проводилися в східній Білорусі, операція є складовою Білоруської операції.

## Передумови та сили сторін
Задум радянського військового керівництва полягав у здійсненні ударів по нацистських військах по напрямках, які б сходилися, з районів південніше Паричів та північніше Рогачова в загальному напрямі на Бобруйськ, маючи за головну мету оточити та знищити головні сили 9-ї армії, в подальшому наступати на Пуховичі й Слуцьк.
Радянські частини, що брали участь в наступі — підрозділи Першого Білоруського фронту (командував генерал Костянтин Рокоссовський):
- 3-тя армія (генерал Олександр Горбатов),
- 28-ма армія (генерал Олександр Лучинський),
- 48-ма армія (генерал Микола Гусєв),
- 65-та армія (генерал Павло Батов),
- повітряна 16-та армія (генерал Сергій Руденко),
- 1-й гвардійський танковий корпус (генерал Михайло Панов),
- 9-й танковий корпус (генерал Борис Бахаров),
- 1-ша кінно-механізована група (1-й механізований (генерал Семен Кривошеїн) та 1-й кавалерійський корпуси),
- Дніпровська військова флотилія (віцеадмірал Віссаріон Григор'єв),
- з'єднання авіації далекої дії.

Радянські частини нараховували понад 400 000 чоловік, над 10500 гармат й мінометів, близько 1300 танків.
Зі сторони нацистської Німеччини — частини групи армій «Центр» (командував генерал-фельдмаршал Ернст Буш, з 28 червня — генерал-фельдмаршал Вальтер Модель): 9-та армія (командир — генерал Ганс Йордан, з 27 червня — Ніколаус фон Ворман) —
- 35-й армійський корпус (до 25 червня — генерал Фрідріх Візе, по тому і до 5 липня 1944 — Курт-Юрґен фон Лютцов),
- 41-й танковий корпус (генерал Едмунд Гоффмайстер),
- 55-й армійський корпус (генерал Фрідріх Геррляйн),
- до резерву відносилися 20-та танкова (генерал Мортімер фон Кессель) та 707-ма піхотна дивізії (генерал Густав Гір, 27 червня потрапив до полону).

Загалом нараховувалося близько 130 000 військових, над 2500 гармат, понад 350 танків та штурмових гармат; повітряне прикриття здійснювало близько 700 літаків 6-го повітряного флоту.
Оборонні рубежі нацистами були підготовані по річках Березина, Добосна і Ола та навколо Бобруйська.

## Перебіг бойових дій
23 червня починається розвідка боєм; 37-ма гвардійська стрілецька дивізія наступала південніше Бобруйська на Осиповичі, у другій половині дня була змушена відійти на займані позиції, ще раніше — 15-та стрілецька (генерал Кузьма Гребенник).
Вранці 24 червня починається загальний наступ сил Першого Білоруського фронту, досить вдало відбувалися наступальні дії у перші дні на лівому фланзі фронту. Близько полудня 24 червня покращується погода та з'являється можливість здійснити масований авіаційний удар, у ньому було задіяно 224 бомбардувальники та штурмовики. Підрозділи 28-ї та 65-ї армій за активної співдії із авіацією першого дня наступу прогинають німецьку лінію оборони на 10 кілометрів, розширивши ділянку прориву до 30 км, звільнивши при цьому близько 50 населених пунктів. Під час наступу 69-ї стрілецької дивізії (генерал Йосип Санковський) було вбито до 1500 вояків противника, було прорвано тактичну оборону та зайнято Чернин.
З метою розвинути успішні наступальні дії та унеможливити відхід німецьких сил з Бобруйська, генерал Павло Батов, командуючий 65-ю армією, наказує вступити до боїв 1-му гвардійському танковому корпусу.
До вечора 26 червня частини 28-ї армії форсують річку Птич, з'єднання 65-ї армії у наступі виходять до річки Березина; Дніпровська військова флотилія підтримувала наступальні дії фронтових частин, того ж дня проведено десант в Здудичах.
В смузі правого ударного угрупування 3-ї та 48-ї армій Першого Білоруського фронту наступ в напрямі Борисова та Рогачова розвивався повільніше. Дивізії двох стрілецьких корпусів постійно відбивали контратаки нацистської піхоти та танків і тому змогли зайняти тільки 1-шу та 2-гу траншеї.
Частини 48-ї армії наступали з великими труднощами, затримка, зокрема, пояснювалася необхідністю форсувати широку заболочену долину річки Друть, що особливо сповільнювало рух танків. Після запеклого двогодинного бою радянські частини вибили нацистів із першої траншеї та до полудня зайняли другу траншею.
Північніше від напряму головного удару німецькі частини здійснювали слабкий опір, тому, незважаючи на утруднюючу просування заболочену лісисту місцевість, радянські частини мали значніше просування. З огляду на такі обставини радянське керівництво приймає рішення перегрупувати фронтові сили північніше та розвивати наступ в даному напрямі.
Кінно-механізована група, котра була уведена до бою 25 червня, наступала в оперативній смузі 28-ї армії у північно-західному напрямі, та 26 червня виходить до річки Птич побіля Глуська і в деяких місцях змогла форсувати. 17-та гвардійська танкова бригада (підполковник Василь Кудряшов) в переслідуванні противника займає Тумаровку, у боях за неї було підбито 60 радянських танків, радянські дослідники вказують на 20, 15-та танкова бригада (полковник Іван Кочін) наступала на Чорні Броди. Під Чорними Бродами лейтенант Дмитро Комаров з механіком-водієм Михайлом Бухтуєвим на підбитому палаючому танку Т-34 скинули з колії німецький бронепоїзд, обидва вшановані званням Героя СРСР (Бухтуєв — посмертно, Комаров загинув через кілька місяців).
1-й гвардійський корпус в ніч на 27 червня, здійснивши маневр, перетинає противнику дороги, що вели на захід та північний захід від Бобруйська. Льотчики 16-ї повітряної армії здійснювали безперервні удари по німецьких військах, що відходили та переправах через Березину.
Поновлюється наступ сил 3-ї армії, однак просування відбувалося повільно, тому за вказівкою командування фронту командир 3-ї армії генерал Олександр Горбатов наказує вранці 25 червня ввести до бою 9-й танковий корпус. Танкісти здійснюють маневр по заболоченій місцевості і за підтримки 2-х авіаційних дивізій починають стрімко просуватися вглиб німецької оборони та до ранку 27 червня із заходу обходять Бобруйськ, там корпус з'єднався із 1-м гвардійським танковим корпусом. Того ж дня 129-та стрілецька дивізія біля Щатково, де знаходилася найближча до Бобруйська переправа, захопила понтонний міст.
Таким чином було завершено оточення німецького угрупування на південний схід від Бобруйська; до оточення у двох «котлах» потрапило 6 дивізій — по різних даних від 40 до 70 тисяч військових — та велика кількість озброєння і військової техніки. На той час 65-та армія вийшла на близьку відстань до Бобруйська, 28-ма армія зайняла Глуськ.
Оточені німецькі сили здійснюють спроби вирватися — до 15 контратак — та із 4-ю армією на Березині і підступах до Мінська створити систему оборони. В цьому часі 526 літаків групами по 25-30 одиниць радянської 16-ї повітряної армії — 175 денних бомбардувальників «Пе-2» й «Бостон», 217 штурмовиків та 134 винищувачі — здійснюють масований півторагодинний наліт на оточених, котрі зазнали значних втрат та були деморалізовані. Під час цього удару було вбито понад 1000 німецьких вояків, знищено до 6000 автомобілів, 300 тягачів, близько 150 танків та САУ, до 1000 гармат. Серед оточених вояків починаються панічні настрої, деякі військові кидали зброю та намагалися самостійно пробиратися з оточення в західному напрямі. 28 червня до середини дня підійшли сили 48-ї армії з кількох напрямів ударами знищує оточене угрупування противника — близько 5000 зуміли прорватися в напрямі на Осиповичі, при цьому було знищено понад 150 автомобілів, 10 САУ, 4 танки; однак вони у швидкому часі були полонені.
29 червня Бобруйськ, де тримала оборону 383-тя піхотна дивізія (генерал Адольф Гаман здався в полон), був зайнятий радянськими військами, у штурмі брала участь Дніпровська флотилія.
В результаті здійснення Бобруйської операції підрозділи Першого Білоруського фронту змогли розбити головні сили німецької 9-ї армії, чим було створено умови для подальшого наступу на Мінськ і Барановичі; станом на кінець дня 29 червня просування склало 110 кілометрів.

## Наслідки та вшанування
Радянська артилерія в часі операції вперше використала подвійний вогняний вал.
17 танкова бригада з 24 по 29 червня підбила ворожих 16 САУ, 3 танки та 2 автомобілі.
20 військових з'єднань та частин за участь у операції були пойменовані почесного найменування «Бобруйські».